# Eugen Hadamovsky

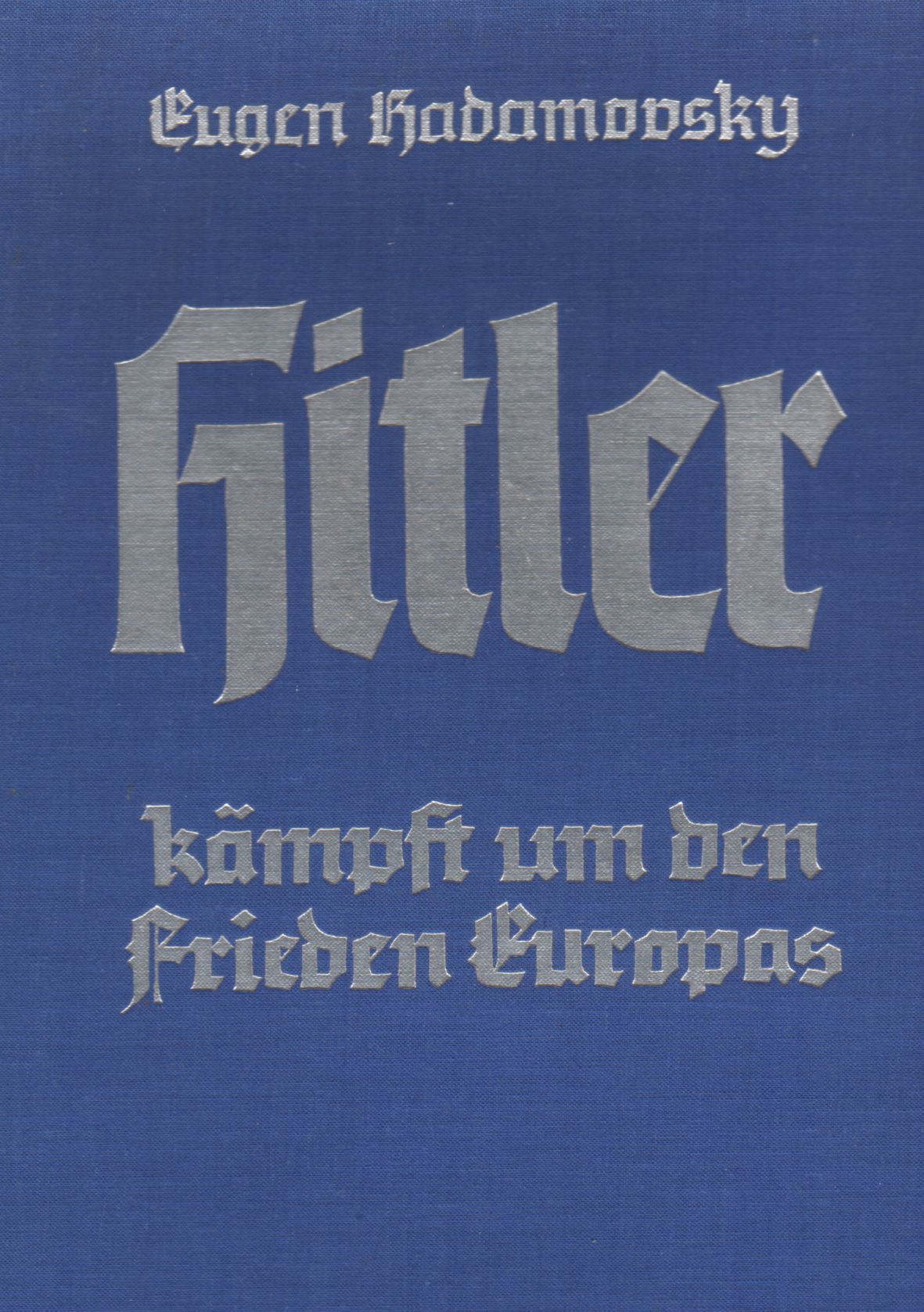
Omslaget till Eugen Hadamovskys bok Hitler kämpft um den Frieden Europas från år 1938.

Eugen Hadamovsky, född 14 december 1904 i Berlin, död 1 mars 1945 i Hölkewiese i Rummelsburg i Pommern, var en tysk radioman och författare. Han var rikssändningsledare (Reichssendeleiter) för Großdeutscher Rundfunk och tjänsteman vid Propagandaministeriet. Hadamovsky stupade vid östfronten i mars 1945.

## Biografi
Hadamovsky växte upp i Berlin och studerade kemi och maskinkonstruktion i realskolan, Oberrealschule. År 1919 blev han medlem i den paramilitära organisationen Schwarze Reichswehr där han senare kom att bli utbildningsledare. Från 1921 arbetade han som låssmed och bilmekaniker i Österrike, Italien, Nordafrika och Spanien innan han 1928 återvände till Berlin. I december 1930 gick han med i Nationalsocialistiska tyska arbetarepartiet. Här fick Joseph Goebbels upp ögonen för honom och 1931 utnämndes Hadamowsky till radioledare (funkwart) i Gau Berlin, där han även fick i uppdrag att organisera Reichsverbands deutscher Rundfunkteilnehmer, ung. "Riksförbundet för tyska radiolyssnare". År 1932 blev han avdelningschef vid rikspropagandaledningen inom NSDAP. Här organiserade han bland annat många av Adolf Hitlers valtal i radio, och de framgångar detta medförde gjorde att Hadamowsky 1933 utnämndes till sändningsledare vid radiostationen Deutschlandsender. I juli samma år utnämnde Goebbels honom till Reichssendeleiter och till direktör för samarbetsorganisationen för alla tyska radiostationer, Reichsrundfunkgesellschaft. Som medgrundare till Reichsrundfunkkammer, ett underorgan till Reichskulturkammer, som ansvarade för likriktningen (gleichschaltung) av det tyska radioväsendet, utnämndes Hadamovsky till dess vicedirektör under Horst Dreßler-Andreß. I maj 1935 blev han chef för TV-sektionen av Reichsrundfunkkammer. I och med krigsutbrottet 1939 kom han att ansvara för radiosändningarna från fronten. År 1940 utnämndes han till chef för rundradioavdelningen vid propagandaministeriet. Efter hand blev relationen mellan Hadamovsky och Goebbels allt mer spänd och 12 juni 1942 utnämndes Hadamovsky till tjänsten som stabschef vid Rikspropagandaledningen, en i sig högre tjänst direkt underställd Goebbels, men på detta sätt fråntogs Hadamowsky den kontroll över radioväsendet som han dittills haft. I november 1943 hade Hadamowsky tröttnat och sökte sig till Wehrmacht, där han kommenderades till pansargrenadjärdivisionen 4. SS-Polizei-Panzergrenadier-Division med obersturmführers grad. 1 mars 1945 dödades han i strider med sovjetiska styrkor vid dåvarande Hölkewiese i Pommern, numer Miastko i Polen. Hadamovsky ligger begravd på den tyska militärkyrkogården Neumark i Stare Czarnowo, gravplats block 3, rad 31, grav 1533 - 1548.

## Utmärkelser
- 1939: Järnkorset av 2:a klassen
- 1940: Järnkorset av 1:a klassen
- Krigsförtjänstkorset av 1:a klassen
- NSDAP:s partitecken i guld
- NSDAP:s tjänsteutmärkelse i brons